# Kearyn Baccus
Kearyn Baccus (Durban, 5 settembre 1991) è un calciatore australiano, di ruolo centrocampista, attualmente svincolato.

## Carriera
Kearyn Baccus muove i primi passi nel calcio Europeo nel 2010, più precisamente a Le Mans dove gioca per 2 anni nelle giovanili della squadra francese. Fa vari stage con squadre spagnole, tra cui Mallorca e Real Sociedad.
Nel 2012 firma con il Perth Glory FC un contratto con scadenza a breve termine dato il futuro approdo al Siena. Ma il passaggio alla squadra italiana salta a causa di un grave infortunio e di una inadeguata forma fisica, così il giocatore decide di tornare a Sydney e firma con il Blacktown City.

Il 6 novembre 2014 firma con il Western Sydney Wanderers, riuscendo a giocare una partita della Coppa del mondo per club FIFA.

## Palmarès

### Competizioni nazionali
- FFA Cup: 1

Macarthur: 2022